# Lamprosema leucostrepta
Lamprosema leucostrepta là một loài bướm đêm trong họ Crambidae.